# Osportsligt uppträdande
Osportsligt uppträdande är inom sporten då en aktiv på något sätt uppträder på ett sätt som bryter mot de inom sporten grundläggande värderingarna. Det kan till exempel handla om att svära åt domaren, uppträda våldsamt eller uttala rasistiska/främlingsfientliga kommentarer.
Osportsligt uppträdande bestraffas vanligtvis med varning, utvisning eller avstängning, beroende på sport och vad som hänt.